# Barry Barish
Barry Clark Barish, född 27 januari 1936 i Omaha, Nebraska, är en amerikansk experimentalfysiker. Han är en ledande expert på gravitationsvågor och tilldelades 2017 års Nobelpris i fysik, tillsammans med Rainer Weiss och Kip Thorne, "för avgörande bidrag till LIGO-detektorn och observationen av gravitationsvågor".

## Forskning
Barish blev forskningsledare vid Laser Interferometer Gravitational-wave Observatory (LIGO) 1994 och dess direktör 1997.  Han ledde ansträngningarna fram till finansiering från amerikanska National Science Foundation 1994, och sedan konstruktion och driftsättning 1997 av LIGO:s interferometrar i Livingston, Louisiana och Hanford, Washington. Han skapade också det samarbetsprojekt, LIGO Scientific Collaboration, som bedriver forskningen vid LIGO och nu räknar över 1 000 deltagare från hela världen.

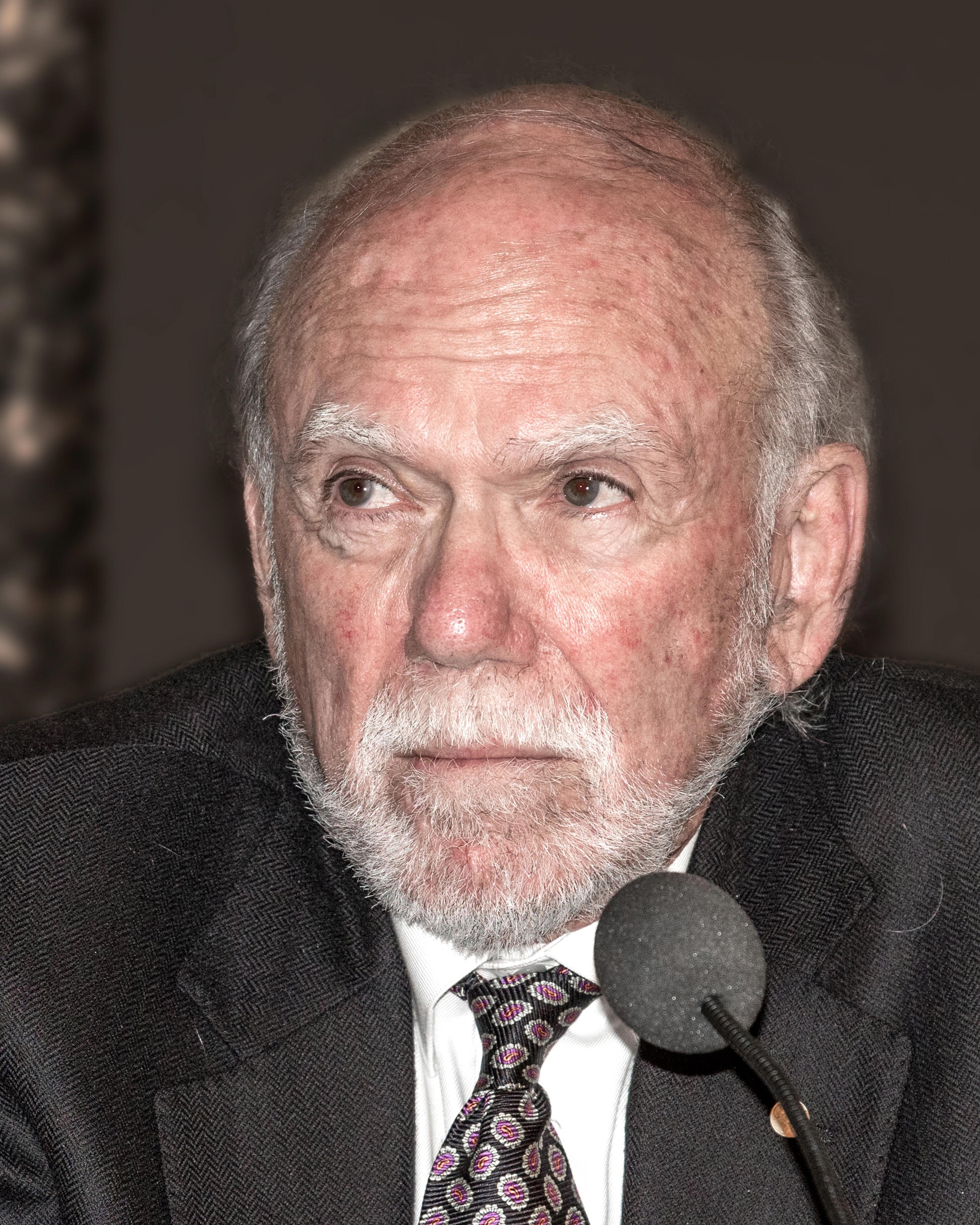
Barry C. Barish under en presskonferens samband med Nobelpriset, Stockholm, december 2017